# Zmierzch (obrazek)
Zmierzch – utwór Stefana Żeromskiego, w którym zawarte są nastroje końca wieku, rozczarowanie pozytywistycznymi ideałami oraz opis mechanizmów walki klasowej.

## Analiza
Utwór jest różnorodnie klasyfikowany: jako nowela, opowiadanie, a także bardziej specyficznie, jako obrazek.

## Odbiór
Opowiadanie uważane za "jeden z najpopularniejszych... utworów" Żeromskiego, także wysoko cenione przez literaturoznawców; lektura szkolna.

## Historia powstania i wydań
- Pierwsze wydanie: 1892, "Głos" nr 44
- Pierwsze wydanie w zbiorze opowiadań: 1895, zbiór Opowiadania
- Pierwsze wydanie osobne: 1907
- Przekłady: angielski - 1915, białoruski - 1970, bułgarski - 1940, czeski - 1908, niemiecki - 1903, rosyjski - 1894, włoski - 1926.

## Fabuła
Głównym bohaterem jest chłop Walek Gibała, który został wyrzucony z pracy ponieważ podkradał końską paszę. Perturbacje sprawiły, że podobna zmiana nastąpiła raz jeszcze, i nowy właściciel posiadłości najął Walka Gibałę do kopania torfu.
Gibała zostaje oszukany przez nowego najemcę, zamiast należnej sumy otrzymuje sumę o tercję mniejszą. Ze względu na swoje niewykształcenie oraz brak ogólnej możliwości podjęcia jakiejkolwiek „nowoczesnej” pracy, Gibała mimo wszystko podejmuje się katorżniczego zadania.
Całe opowiadanie pokazuje Gibałę oraz jego małżonkę w trakcie kopania dołu na stawy rybne. Jest to syzyfowa praca, lecz do zmierzchu musi zostać wypracowana narzucona przez Gibałę norma, a pozostaje im jeszcze kilka metrów mułu który musi zostać wywieziony. Żona boi się odejść do domu, aby sprawdzić co się dzieje z ich pacholęciem. Gibała nie waha się przed biciem kobiety, o czym autor wspomina, zaznajamiając czytelnika ze wspomnieniami Walkowej. 
Opowiadanie wieńczy scena, w której Gibała i jego żona przerzucają kolejne kilogramy mułu. Nastaje zmierzch i pojawiają się pierwsze gwiazdy.